# Sardinella albella
La sardinela blanca (Sardinella albella) es una especie de pez clupeiforme de la familia Clupeidae.

## Morfología
Los machos pueden alcanzar 14 cm de longitud total.

## Alimentación
Se alimenta de zooplancton y fitoplancton.

## Depredadores
Es depredado por Scomberomorus plurilineatus.

## Distribución y hábitat
Se encuentra en aguas costeras del Mar Rojo, el Golfo Pérsico, el África Oriental y Madagascar hasta Indonesia, el mar de Arafura, Taiwán y Papúa Nueva Guinea.

## Valor comercial
Se comercializa fresco, secado, adobado con sal y en forma de  albóndigas o croquetas.